# 숭릉 (고려)
숭릉(崇陵)은 고려 제15대 숙종의 비인 명의왕후 유씨의 능이다. 현재 위치는 알 수 없다.